# Eva Janošková
Eva Janošková (20. října 1935 Praha) je česká malířka a grafička.

## Život
Studovala na Akademii výtvarných umění v Praze (1956–1962) u profesora Vladimíra Sychry, dva čestné roky (1962–1964) u profesora Antonína Pelce. V roce 1968 byla na studijní cestě v Německé spolkové republice. Od roku 1969 žije v Kolíně nad Rýnem.
Na začátku 60. let byla silně ovlivněna informelem, gestickou kresbou a malbou. V duchu doby experimentovala, v tzv. usazovaných kresbách (1962–1963) se už zabývala působením světla. Zajímala se o kaligrafii, inspiraci nacházela v orientálním a runovém písmu (Runy, 1963). V jejích abstraktně působících kresbách a asamblážích se ozývají vzpomínky na konkrétní místa, na idylické dětství. Od poloviny 60. let pracovala s biomorfními tvary, poté se stále více věnovala grafice, od abstrakce směřovala k figuraci, vytvářela hravé cykly grafických koláží – obrázky z hracích karet rozkládala na části, které otáčela, zrcadlově obracela, posunovala, překrývala a skládala do nových celků.
V 70. letech se zabývala fenoménem času. Její kresby a grafiky se záznamy stínů (předmětů i přírodnin) jsou lyrickým podobenstvím života, mizejícího času. Po roce 1989 jezdila do Toušic. V roce 1993 vystavovala v Muzeu Kouřimska v Kouřimi. Její díla lze nalézt i v řadě dalších galérií a výstav.